# Arne (Blinkende Lygter)
 For alternative betydninger, se Arne. (Se også artikler, som begynder med Arne)
|  | Sammenskrivningsforslag Artiklen Arne (Blinkende Lygter) er foreslået føjet ind i Blinkende lygter. (Siden marts 2019) Diskutér forslaget |

Arne er en fiktiv forbryder, der optræder i filmen Blinkende lygter.
Han er medlem af en kriminel gangsterbande på 4, der består af ham selv, Peter, Stefan og lederen Torkild. De har alle fire et meget tæt forhold til hinanden, og Arne er kendt som firkløverets ukontrollable voldsmand. Han er den mest utilregnelige og slæber rundt på en vadsæk fyldt til randen med våben og pistoler. Hans hjerne er besat af våben og han er i besiddelse af en bred erfaring inde for skydevåben. Til Torkilds 40 års fødselsdag får han af Arne foræret en Dragunov snigskytte riffel (den bliver i filmen kaldt for en AK-47).
I filmen bliver han spillet af skuespilleren Mads Mikkelsen.